# Melody Beattie
Melody Lynn Beattie (Saint Paul, 26. svibnja 1948. – Los Angeles, 27. veljače 2025.) bila je američka spisateljica, autorica niza priručnika samopomoći.

## Životopis
Rođena je u Saint Paulu gdje je, nakon što je otac napustio obitelj, odrasla uz samohranu majku. Tijekom djetinjstva bila je zlostavljana. U ranoj mladosti počela je konzumirati alkohol i droge. Uspjela je završiti srednju školu, ali zbog ovisnosti počela se baviti sitnim kriminalom pa je bila uhićena. Ponuđeno joj je odvikavanje od ovisnosti ili zatvor. Odabrala je odvikavanje i tijekom tog razdoblja doživjela je duhovnu preobrazbu te promijenila život.
Nakon uspješnog odvikavanja počela je pomagati drugima, udala se i zasnovala vlastitu obitelj. Tijekom rada sa supružnicima ovisnika otkrila je i posvetila se pitanju suovisništva (codependency), vrsti neuroze koja se najčešće javlja kod partnera ovisnika i alkoholičara.

## Djela
Poznata je postala nakon objavljivanja knjige Zbogom suovisništvu: kako prestati kontrolirati druge i početi brinuti o sebi (Codependent No More: How to Stop Controlling Others and Start Caring for Yourself) 1986. godine, kojom je promovirala pojam suovisništva. Uz ovu knjigu objavila je još petnaestak naslova, te mnoštvo članaka u časopisima i novinama. Knjige su joj prevođene na više jezika.
Knjige joj nisu prevedene na hrvatski jezik.

## Vanjske poveznice
Mrežna mjesta
- Melody Beattie, službeno mrežno mjesto (engl.)
- Co-Dependents Anonymous, stranice programa za liječenje od suovisništva (engl.)